# Tesseropora pacifica
Tesseropora pacifica is een zeepokkensoort uit de familie van de Tetraclitidae. De wetenschappelijke naam van de soort is voor het eerst geldig gepubliceerd in 1928 door Pilsbry.